# Lotte Kolson
Lotte Kolson (trước đây gọi là K. S. Sulemanji Esmailji and Sons) là một công ty của Pakistan được biết đến với thương hiệu Kolson, có trụ sở tại Karachi, Pakistan.
Công ty nổi tiếng với thương hiệu bán đồ ăn nhanh lớn nhất tên Slanty. Công ty là một phần của tập đoàn Lotte.